# Mauerstetten
Mauerstetten là một đô thị ở Ostallgäu bang Bayern thuộc nước Đức.